# Elite Sports Club
Maillots
L'Elite Sports Club, plus communément appelée l'Elite SC, est un club de football caïmanais basé dans la ville de West Bay dans les îles Caïmans.

## Palmarès
- Championnat des îles Caïmans (2) :
  - Champion : 2009 et 2011.
  - Vice-champion : 2012.
- Coupe des îles Caïmans (3) :
  - Vainqueur : 2014, 2016 et 2019.
  - Finaliste : 2007, 2008, 2009 et 2018.
- Digicel Cup (2) :
  - Vainqueur : 2009 et 2012.
  - Finaliste : 2013.